# 인도세룸인스티튜트
인도세룸인스티튜트는 1966년 설립된 인도의 생명공학 기업이자 세계 최대 규모 백신 생산 업체이다. 연간 15억 회분의 백신을 생산하고 있다.
1. ↑  “Serum Institute of India Pvt. Ltd.: Private Company Information”. 《bloomberg.com》. 2018년 9월 30일에 확인함.